# دریچه (نرم‌تنان)

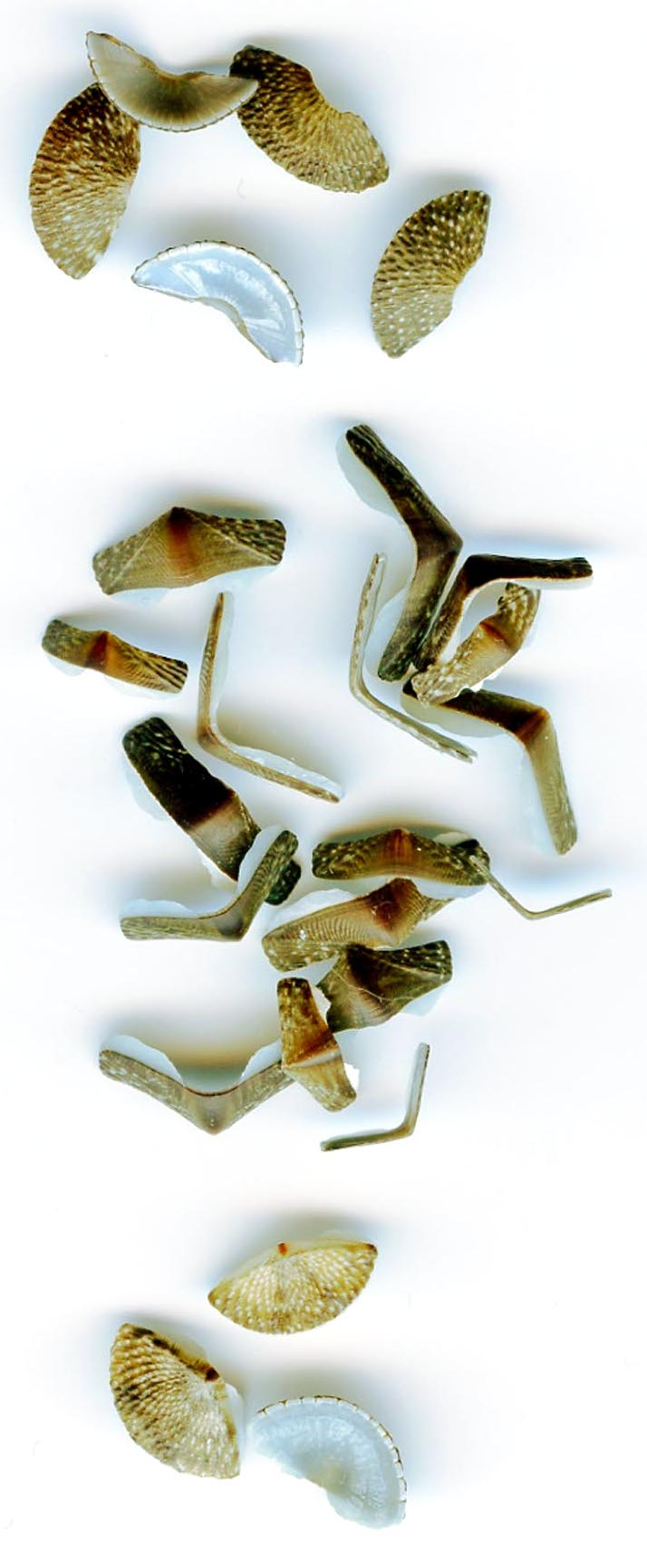
صفحات پوسته شل یا دریچه‌های Chiton tuberculatus از رانش ساحل

دریچه (به انگلیسی: Valve) هر بخش مفصلی از پوسته نرم‌تنان یا جانوران چندپوسته دیگر مانند بازوپایان و برخی از سخت‌پوستان است. هر بخش به عنوان یک دریچه یا در کیتون‌ها، یک «صفحه» شناخته می‌شود. اعضای دو دسته از نرم‌تنان، دوکفه‌ای‌ها (صدف) و گهواره‌دریایی‌ها (Polyplacophora) (کیتون‌ها) دارای دریچه هستند.